# グアテマラ国民革命連合
グアテマラ国民革命連合（スペイン語: Unidad Revolucionaria Nacional Guatemalteca; URNG-MAIZ）は、グアテマラの政党。

## 政治的立場
左翼から左端に当たる政党だとされている。
社会主義を唱え資本主義に反対している他、インディヘニスモを主張し、先住民族重視の政治を目指している。